# Iron Island
Iron Island (persisch جزیره آهنی‎, Dschasireh Ahani) ist ein iranischer Film aus dem Jahr 2005. Mohammad Rasoulof führte Regie und schrieb das Drehbuch zu diesem ironisch-grotesken Drama. Die Hauptrollen spielten Ali Nasirian und Hossein Farsi-Sadeh.

## Handlung
Im persischen Golf dümpelt ein leck geschlagener Frachter irgendwo vor der Küste zum iranischen Festland. Während der Kapitän versucht, den Schiffseigentümer zur Aufgabe des alten Tankers zu überreden, haben die Ärmsten der Armen bereits das Boot besetzt. Die „Eiserne Insel“ wird zum Mikrokosmos: Lehrer unterrichten, Beerdigungen und Hochzeiten finden statt, Kinder werden geboren. Vor einem alten Fernseher drängen sich die Schiffsbesetzer auf dem Oberdeck und sehen Titanic. Als Vater dieser sonderbaren Gesellschaft verkauft der Kapitän jedoch nach und nach Teile des Schiffes. Denn trotz seiner Bewegungsunfähigkeit steuert der Tanker auf seinen Untergang zu.
Hauptstrang der Handlung: Ahmad wurde von Kapitän Nemat gerettet und mit kleinen Arbeiten gegen Geld betraut, damit er etwas aus sich macht. Er ist jedoch hauptsächlich am Flirten interessiert und mit den sich daraus ergebenden Schwierigkeiten beschäftigt, wie Schlägereien mit den Brüdern der Angebeteten. Als der Kapitän das Mädchen heiratet, entführt Ahmad die Braut, wird jedoch eingefangen. Da er nicht sofort eingesteht, dass er falsch gehandelt hat, wird er – trotz späteren Bitten und Bettelns während der Tortur, dies nun doch einzugestehen – so lange durch Eintauchen ins Meer bestraft, bis er ins Koma fällt. Der Kapitän rechtfertigt dies damit, dass die Disziplin aufrechterhalten werden muss. Das Schiff wird aufgegeben, Land wird gekauft. Ahmad wird in einer Art Heim verwahrt und von dem Mädchen besucht. Der Film endet mit einer Sequenz, die vermutlich die innere Welt von Ahmad beschreiben soll: Ein kleiner Junge nimmt Wasser aus einer Pfütze in seine Hände auf und geht damit zum Ozean.

## Kritiken
„Eine temporeiche Fabel voller origineller Figuren und höchst unterhaltsamer Momente, eine schneidende Allegorie auf Iran.“

„Allegorischer Spielfilm, der in seinem Mikrokosmos die iranische Gesellschaft spiegelt und reflektiert.“

## Auszeichnungen
Der Film wurde 2005 bei Filmfest Hamburg mit dem Preis der Hamburger Filmkritik ausgezeichnet.

## Veröffentlichung
Iron Island wurde am 20. Mai 2005 im Rahmen der Internationalen Filmfestspiele von Cannes uraufgeführt. In der Schweiz wurde der Film im Verleih von Frenetic Films ab dem 12. Juli 2007 im Kino gezeigt, in Deutschland lief er am 27. Mai 2015 auf arte erstmals im Fernsehen.